# Фрилендорф
Фрилендорф (њем. Frielendorf) општина је у њемачкој савезној држави Хесен. Једно је од 27 општинских средишта округа Швалм-Едер. Према процјени из 2010. у општини је живјело 7.868 становника. Посједује регионалну шифру (AGS) 6634004.

## Географски и демографски подаци
Фрилендорф се налази у савезној држави Хесен у округу Швалм-Едер. Општина се налази на надморској висини од 230 – 260 метара. Површина општине износи 85,8 km². У самом мјесту је, према процјени из 2010. године, живјело 7.868 становника. Просјечна густина становништва износи 92 становника/km².